# Viménil
Viménil ([vimeˈnil] ) ist eine französische Gemeinde mit 235 Einwohnern (Stand: 1. Januar 2022) im Département Vosges in der Region Grand Est (bis 2015 Lothringen). Sie gehört zum Arrondissement Saint-Dié-des-Vosges (bis 2024 Arrondissement Épinal) und zum Gemeindeverband Bruyères-Vallons des Vosges. Die Bewohner werden Viménilois und Viméniloises genannt.

## Geografie

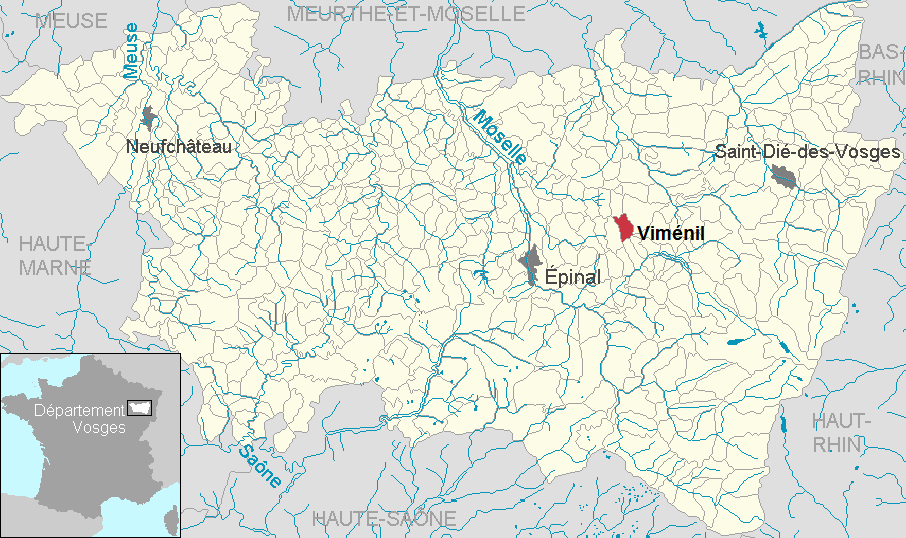
Lage der Gemeinde Viménil im Département Vosges

Die Gemeinde Viménil liegt am Rand der Vogesen, etwa auf halbem Weg zwischen den Städten Épinal und Saint-Dié-des-Vosges.
Durch das Gemeindegebiet fließt der Durbion, ein Nebenfluss der Mosel. Die nach Norden abfließenden Bäche im Bereich um Viménil kommen aus einem nach Südwesten bis an die Mosel bei Épinal ausgreifenden Vogesen-Ausläufer, der Höhen bis 550 Metern über dem Meer erreicht. Die Südgrenze des Gemeindegebietes verläuft auf der Wasserscheide zum Einzugsgebiet der Vologne. Hier liegt mit 569 m der höchste Punkt der Gemeinde.
Mehr als zwei Drittel des 8,05 km² großen Gemeindeareals sind bewaldet, wobei der größte Anteil auf den Forst Les Grand Bois im Süden entfällt.
Zu Viménil gehören die Ortsteile La Basse Verrière und Le Void de la Borde.
Nachbargemeinden von Viménil sind Gugnécourt im Norden, Grandvillars im Osten, Bruyères (Berührungspunkt) und Fays im Südosten, Lépanges-sur-Vologne und Deycimont im Süden, Le Roulier im Südwesten sowie Méménil im Westen.

## Geschichte
Im Jahr 1343 tauchte der Ort erstmals urkundlich als Waymesnillo auf. Zwanzig Jahre später schrieb man das Dorf Wasmaisnil. Man geht davon aus, dass das Präfix auf einen germanischen Namen (Wazu) zurückgeht. maisnil oder mesnil ist ein weit verbreiteter Ortsname, der für kleine Farm bzw. kleinen Hof steht. Der Ortsname änderte sich von Wyesineusim Jahr 1402 über Vymaingnel (1455), Vyemesni (1487), Wimenil (1564) und Vymesnil (1594) zu Voismesnil im Jahr 1656. Seit 1753 ist die Form Viménil gebräuchlich.
Viménil gehörte ursprünglich zur Vogtei Bruyères und war Teil des Bannes von Dompierre. Die Pfarrei Viménil war ein Anhang der Pfarrei der heutigen Nachbargemeinde Gugnécourt. 1767 bekam die Kirche St. Jakob (Église Saint-Jacques-le-Majeur) die erste ihrer drei Glocken. Sie wog 277 kg bei einem Durchmesser von 78 cm. 1793 folgte die zweite Glocke (384 kg und 87 cm Durchmesser) und erst 1861 die dritte und größte Glocke (485 kg und 94 cm Durchmesser).
Die Lage an der Westseite der Vogesen wurde den Wäldern um Viménil zum Verhängnis, als der Orkan Lothar am 26. Dezember 1999 vom Atlantik nach Mitteleuropa zog.

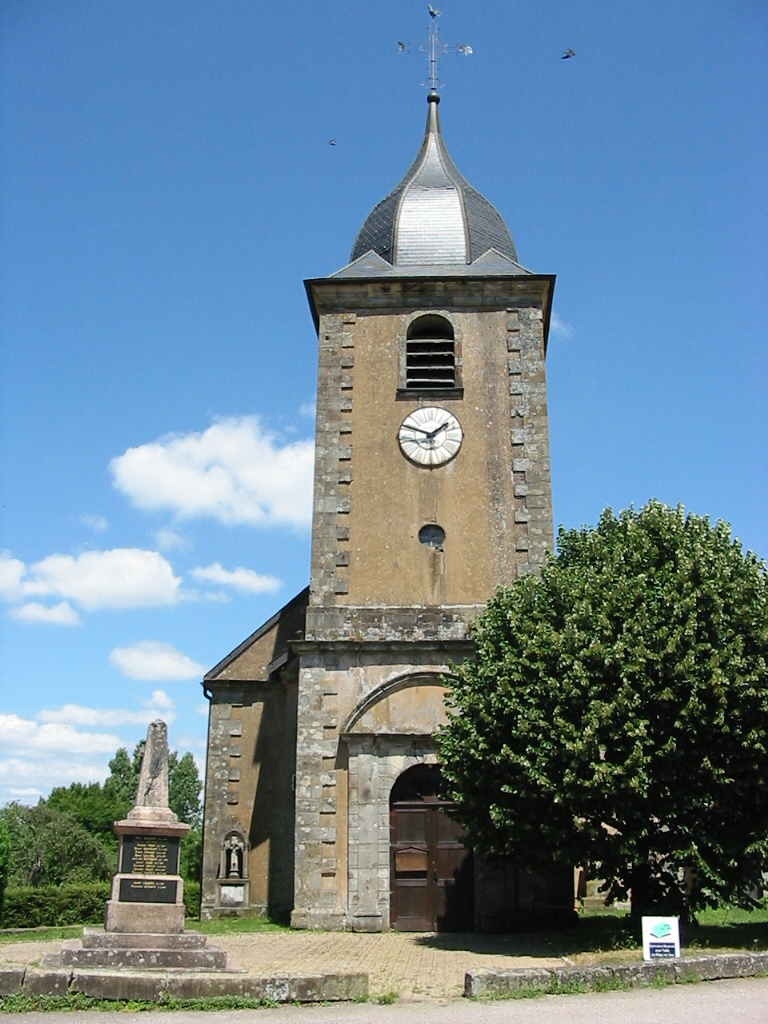
Kirche St. Jakob in Viménil

### Bevölkerungsentwicklung
| Jahr      | 1962 | 1968 | 1975 | 1982 | 1990 | 1999 | 2011 | 2022 |
| Einwohner | 194  | 154  | 138  | 135  | 166  | 179  | 222  | 235  |

Im Jahr 1841 wurde mit 352 Bewohnern die bisher höchste Einwohnerzahl ermittelt. Die Zahlen basieren auf den Daten von cassini.ehess und INSEE.

## Sehenswürdigkeiten
- Kirche St. Jakob (Église Saint-Jacques-le-Majeur) aus dem 18. Jahrhundert
- Quelle der Aurichapelle, einem kleinen Nebenfluss des Durbion

## Wirtschaft und Infrastruktur
Neben kleineren Handels-, Handwerks- und Dienstleistungsunternehmen gibt es noch sechs Landwirtschaftsbetriebe (Milchwirtschaft, Rinderzucht).
Ein Teil der Bewohner pendelt in die nahegelegenen Gewerbegebiete in und um Épinal.
Durch das Nachbardorf Grandvillars führt die Fernstraße von Épinal nach Saint-Dié-des-Vosges (D 420 bzw. ehemalige RN 420). Weitere Straßen verbinden Viménil mit Gugnécourt und Méménil. Bahnanschluss besteht im knapp 20 Kilometer entfernten Verkehrsknoten Épinal oder in der zehn Kilometer entfernten Kleinstadt Bruyères.

## Belege
1. ↑  Geschichte. In: sweetie.pagesperso-orange.fr. Abgerufen am 19. Februar 2013 (französisch).
2. ↑  Fotos der Orkanschäden zwischen Viménil und Gugnécourt 1999. Abgerufen am 18. Februar 2013 (französisch).
3. ↑  Viménil auf cassini.ehess
4. ↑  Viménil auf INSEE
5. ↑  Landwirtschaftsbetriebe auf annuaire-mairie.fr (französisch)